# Minmi
Мінмі (Minmi) — рід невеликих динозаврів з групи анкілозаврів, які жили на початку крейдяного періоду на континенті Австралії, близько 119—113 млн років тому.
Є першим викопним броньованим динозавром, знайденим на території Південної півкулі. Був описаний Ральфом Мольнаром у 1980 році. Новий кладистичний аналіз, проведений Томпсоном і його колегами у 2011 році припускає, що Мінмі є базальним анкілозавром.
Названо за місцем знахідки — Minmi Crossing, Австралія. Описаний за двома зразками, які добре збереглися, у тому числі по повному скелету, також було виявлено додаткові фрагменти кісток, які можуть належати до цього роду.
Його шкіра була покрита остеодермами різних форм і розмірів. Ними був захищений навіть живіт, хоча у більшості броненосних ящерів він залишався м'яким і уразливим. Такі обладунки, звичайно, збільшували вагу, проте мінмі був досить жвавим: судячи зі струнких ніг, він цілком міг бігати підтюпцем.
У статті, опублікованій у 2000 році Ральфом Е. Молнаром і Гарольдом Тревором Кліффордом, стверджувалося, що раціон мінмі складався з рослин, що росли низько над землею. Його дієта складалася з насіння, фруктів, квітучих рослин і папоротей.

## Опис

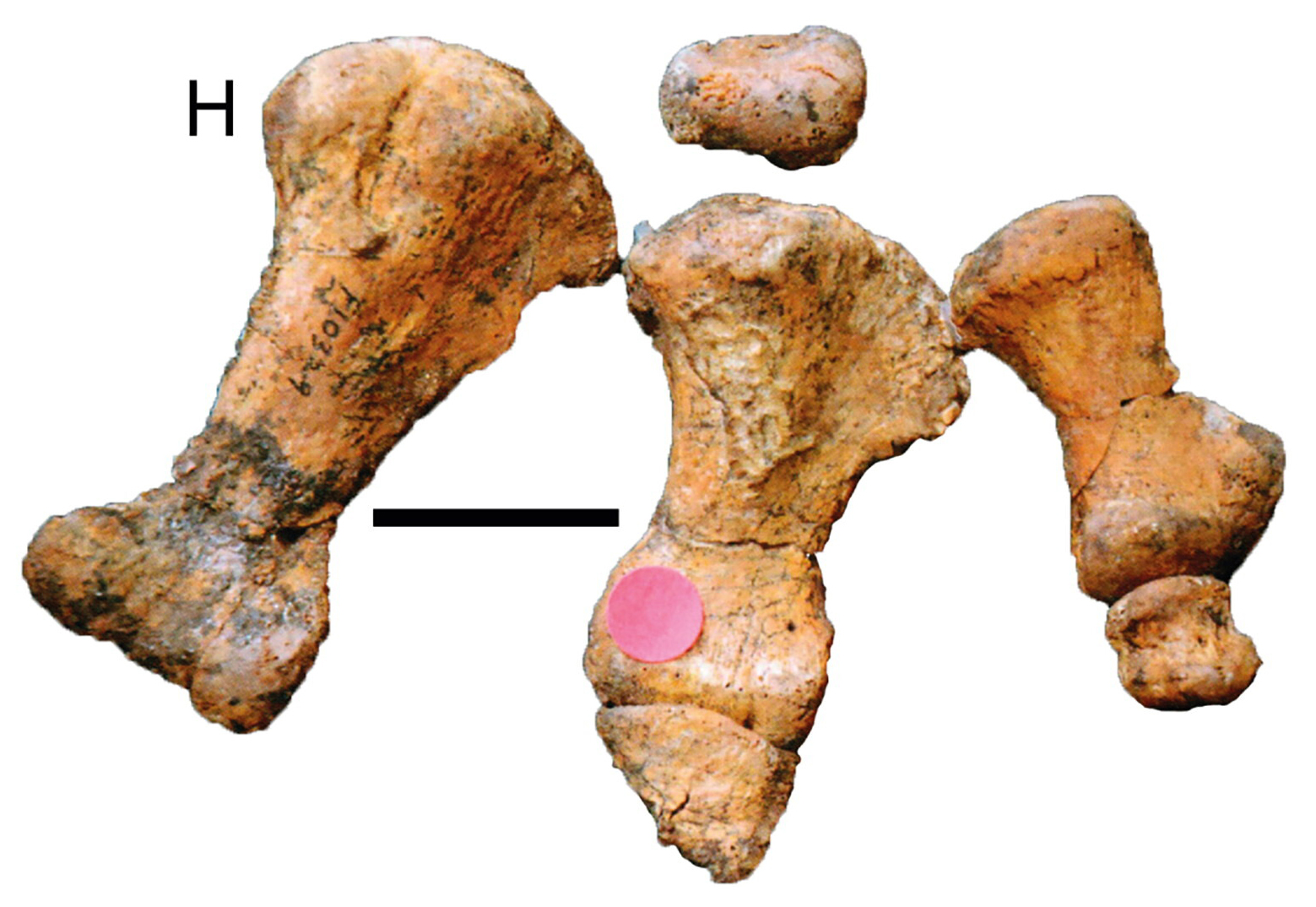
Ліва нова голотипного зразка

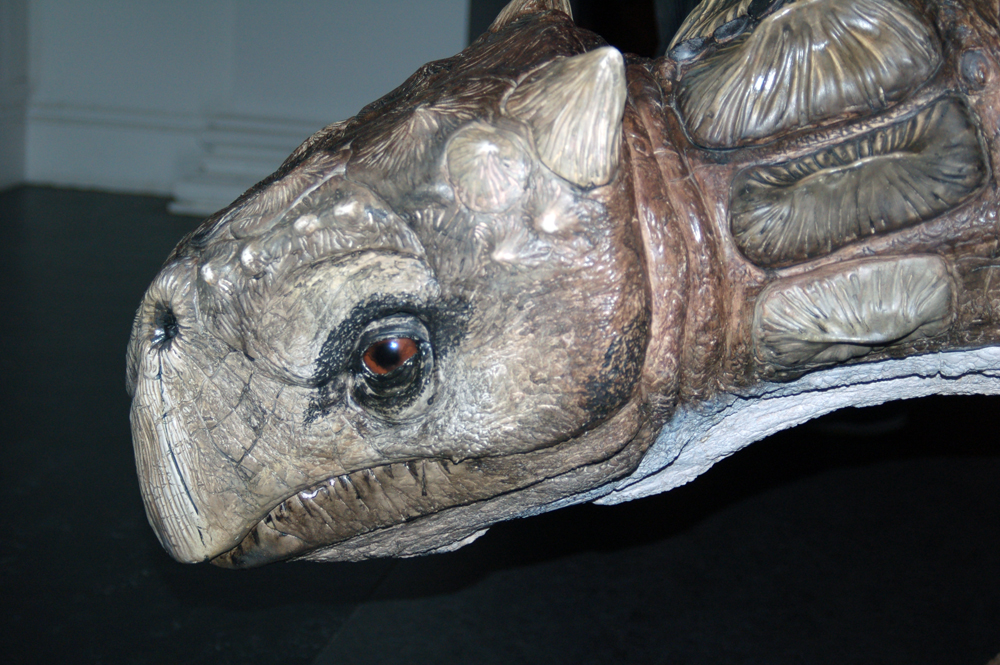
Модель мінмі в Австралійському музеї, Сідней

Мінмі був невеликим травоїдним чотириногим панцирним анкілозавром. У 2016 році Грегорі С. Пол оцінив його довжину в 3 метри, а вагу в 300 кілограмів. Як для анкілозавра, мінмі мав довгі кінцівки, які, можливо, дозволяли швидко шукати укриття під кущами при загрозі великих хижаків, які могли перекинути таку маленьку тварину на спину.

На відміну від інших анкілозаврів, мінмі мав горизонтально орієнтовані кісткові пластини, що йшли вздовж боків його хребців, звідси і його видова назва — paravertebra. Мольнар у 1980 році підтвердив, що це були окостенілі сухожилля, але заперечив, що вони гомологічні окостенілим сухожиллям інших птахотазових, і стверджував, що вони нагадують патологічний апоневроз сухожилля сучасних крокодилів. Вікторія Меган Арбор у 2014 році назвала це малоймовірним і знайшла в голотипі лише одну автопоморфію: високий вертикальний ступінь окостеніння сухожилля musculus articulospinalis на його зовнішньому передньому кінці, що обертається навколо бічного відростка хребця. У 2015 році Арбур і Філіп Каррі дійшли висновку, що навіть це не є унікальним, а отже, голотип не має жодних діагностичних ознак, і мінмі можна вважати nomen dubium. Однак в описі кунбарразавра 2015 року було зазначено, що були виявлені нові відмінні риси мінмі, і що його слід вважати повноцінним таксоном.  У 2021 році Розаділья та його колеги підтвердили, що мінмі дійсно відрізняється від своїх родичів, таких як Struthiosaurus, і його слід вважати повноцінним таксоном.